# Calamagrostis hillebrandii
Calamagrostis hillebrandii là một loài cỏ thuộc họ Poaceae.
Loài này chỉ có ở Hoa Kỳ.
Môi trường sống tự nhiên của chúng là đầm lầy.
Chúng hiện đang bị đe dọa vì mất môi trường sống.